# Vánoční poleno

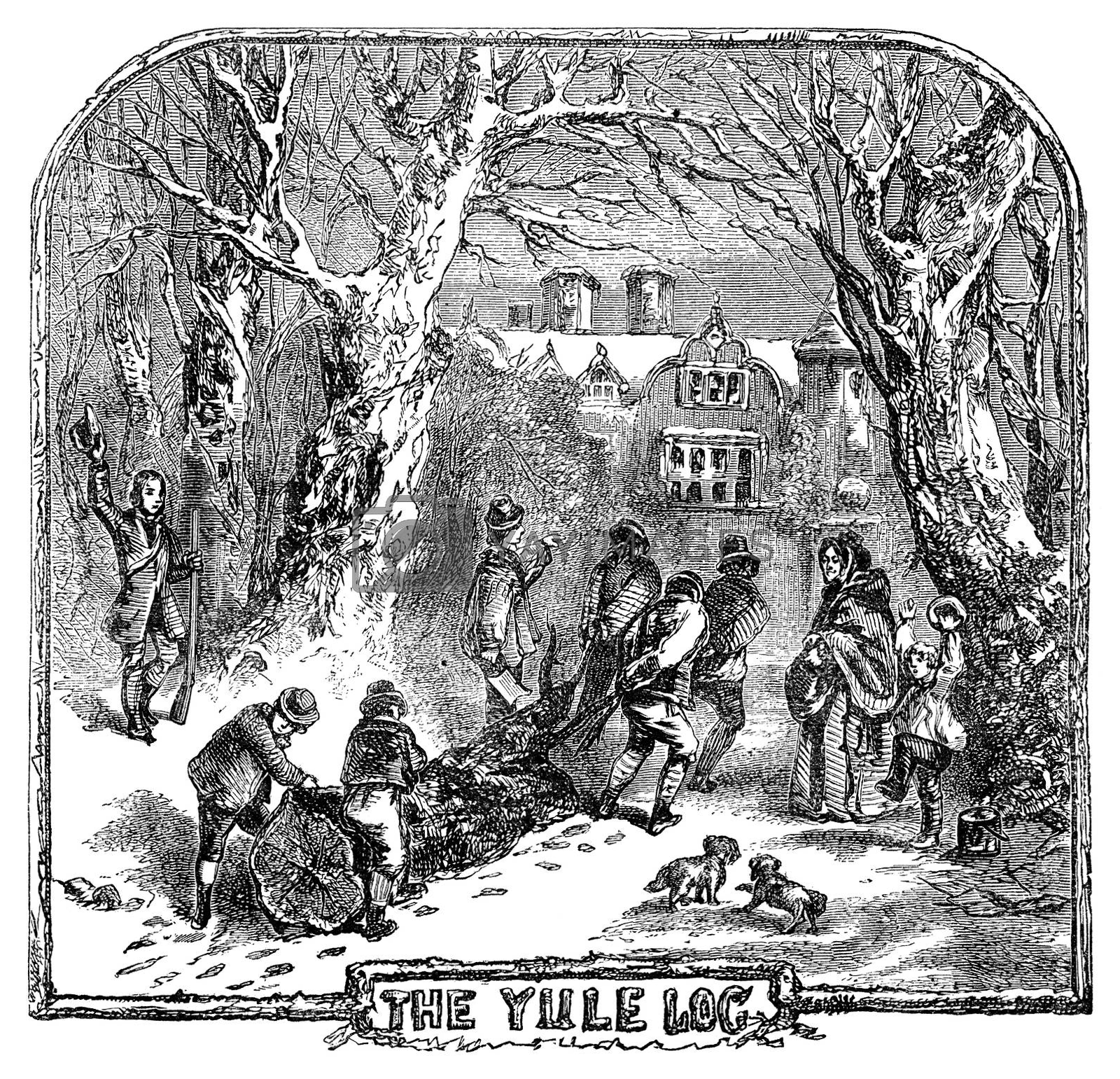
Kresba tažení polena do obydlí

Pálení vánočního polena je evropský vánoční zvyk předkřesťanského původu. Poprvé zmiňuje předmět identifikovatelný jako vánoční poleno Martin Dumiense, biskup z Bragy, v 6. století ve spise De correctione rusticorum. Píše že lidé v jeho diecézi vylévají na špalek v ohništi víno a pokládají na něj ovoce. Byl praktikován jižní, západní a severní Evropě a během 19. a 20. století na většině míst zanikl, v některých částech Španělska a Portugalska však existuje dodnes. Původně se nejspíše jednalo o rituál spojený se zrozením nového slunce o zimním slunovratu a magicky měl zajistit plodnost a ochranu. Ve 20. století se ve Francii vánoční poleno transformovalo ve vánoční moučník bûche de Noël.
Před položením do ohniště a zapálením prochází poleno rituály jako je obsypávání zrním, líbání, okuřování, ovazovaní nebo kropení svěcenou vodou a vínem. Při obřadech je chápáno jako živá, naslouchající bytost a obětují se mu pokrmy a nápoje. Po spálení jsou uhlíky a popel uchovávány a věří se že mají magickou moc, především co se týče ochrany a plodnosti.

## Badnjak
Vánoční poleno je známo také u Jihoslovanů, kde je nejčastěji nazýváno badnjak, tedy Štědrý den. Vytvářela se nejčastěji z dubového dřeva v počtu jednoho až tří kusů, někde jeden pro každého člena rodiny. Ve 20. století byl tento dosud rodinný lidový zvyk přejat jugoslávskou armádou a pravoslavnou církví. Dnes existuje u Jihoslovanů především jak součást církevních oslav Vánoc. Dále je pálení badnjaku praktikováno některými rodnověrci.
Kníže a básník Petr Petrović Njegoš ve své sbírce „Horský věnec“ takto popisuje vánoční atmosféru na Černé Hoře v 18. století.:
| Vatra plama bolje nego igda, prostrta je slama ispred ognja, prekršćeni na ognju badnjaci; puške puču, vrte se peciva, gusle gude, a kola pjevaju, s unučađu đedovi igraju, po tri pasa vrte se u kola, sve bi reka jednogodišnici; sve radošću divnom naravnjeno. A što mi se najviše dopada, što svačemu třeba nazdraviti! | Oheň plane více než kdy jindy, prostřena je sláma před tím ohněm, překříženy na ohni badnjaci; pušky střílí, rožní se pečeně, gusle hrají a v kole zpívají, s vnoučaty dědkové tancují, děd, syn, vnuci točí se tu v kole, řeklo by se, že jsou vrstevníci; vše radostí skvělou sjednoceno. Však to se mi nejvíce zamlouvá, že pije se všemu též na zdraví! |  |